# Léon Jaussely
Léon Jaussely (Toulouse, 9 de janeiro de 1875 — Givry, 28 de dezembro de 1933) foi um arquitecto e urbanista francês. Frequentou a Escola Superior de Belas Artes de Toulouse de 1895, e em 1897 recebeu o Grand Prix des Beaux Arts de Toulouse que lhe permitiu continuar os estudos em Paris com Daumet Esquié. Recebeu ao longo da sua carreira os mais altos prémios. Ganhou o Prémio de Roma em 1903.
Em 1905 venceu o concurso internacional convocado pelo município de Barcelona para o novo projecto da cidade, que devia ligar a parte antiga com os novos municípios agregados. O chamado Plano Jaussely previa grandes infra-estruturas viárias (passeios, diagonais, passeios marítimos), parques, ligações ferroviárias e áreas de serviços. Realizado só parcialmente, inspirou o urbanismo barcelonês desde então.
Ganhou também o 2.º prémio com o Plano de Berlim de 1910.

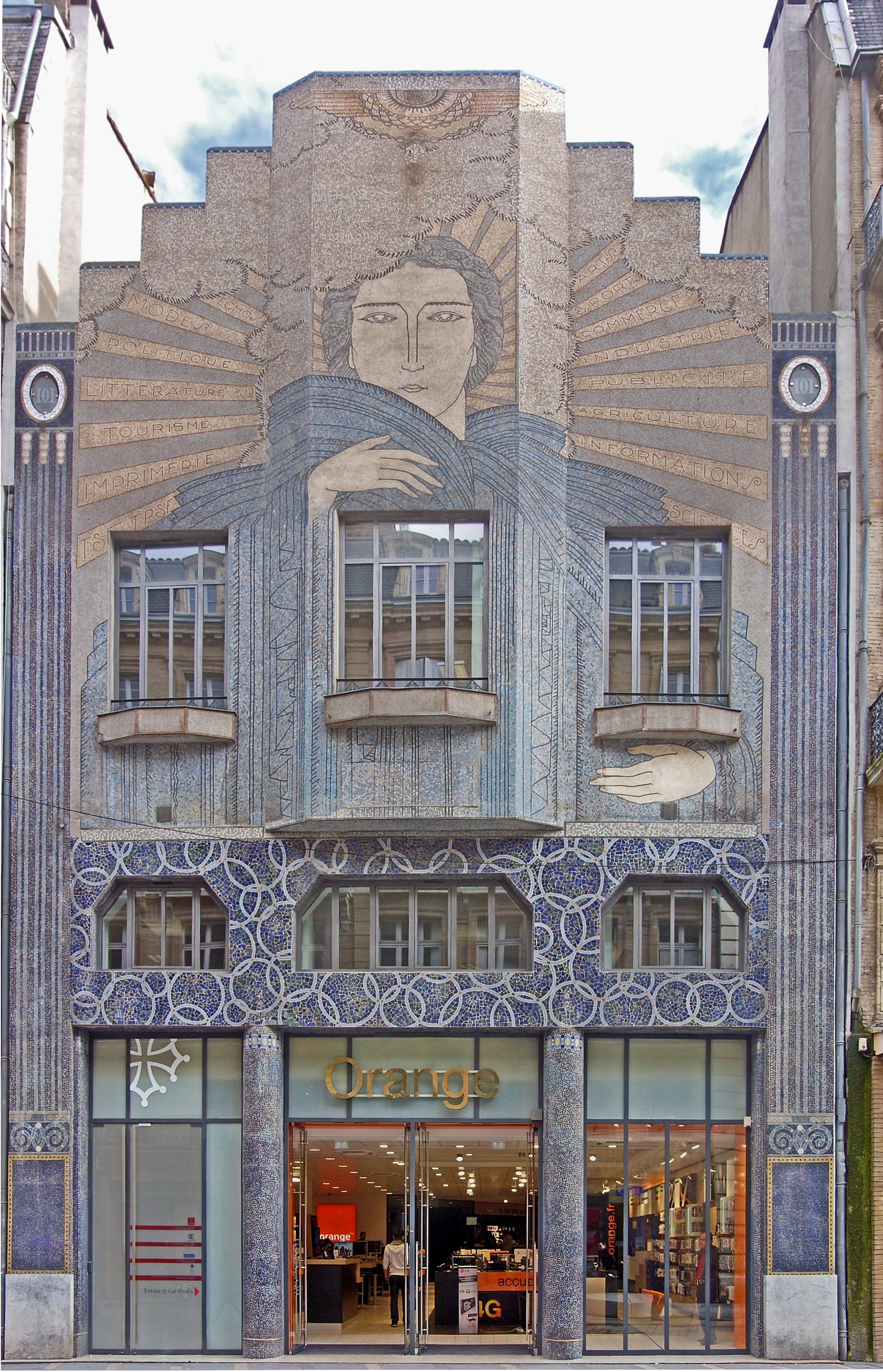
Edifício chamado "La Dépêche du Midi" em Toulouse